# Galceran Casals
Galceran Casals (? - 1583) fou organista.
Va estar en possessió del magisteri de l'església parroquial de Sant Esteve d’Olot entre 1574 i 1583, després de Gabriel Costa i abans de Pau Posas.